# Jean Amadou
Pour les articles homonymes, voir Amadou.
Jean Amadou est un humoriste, journaliste et écrivain français, né le 1er octobre 1929 à Lons-le-Saunier (Jura) et mort le 23 octobre 2011 à Neuilly-sur-Seine (Hauts-de-Seine).
Chroniqueur radio, pamphlétaire, parfois acteur et de son propre aveu « cabot », il est également connu pour sa grande taille (1,93 m), occasion de jeux de mots pour les chansonniers des Deux Ânes qui le qualifient alors de « Maître 93 ».

## Biographie

### Enfance et débuts
Jean Marius Amadou naît le 1er octobre 1929 à Lons-le-Saunier dans une famille radicale-socialiste originaire de l’Hérault. Son père, Ernest Amadou, est inspecteur des PTT.
Après avoir débuté à Lyon au théâtre des Célestins, il monte à Paris espérant faire une carrière dramatique mais échoue au troisième tour du concours du Conservatoire. Il devient chansonnier — un mot qu'il n'apprécie pas, se considérant plutôt comme « quelqu'un qui fait sourire », voire un « saltimbanque », « adepte de la mauvaise foi » — en 1958 au théâtre de Dix Heures, puis au Don Camilo et à Bobino, tout en faisant du doublage de films comme Pain, amour, ainsi soit-il (1955).

### Carrière
En 1965, Jean Amadou présente avec Maurice Horgues l'émission Ce soir, on égratigne sur la première chaîne de l'ORTF. Avec Philippe Bouvard, il coproduit Samedi soir en 1972.
Entre mars et décembre 1974 puis à partir de la rentrée 1976 jusqu'en 1981, il anime l'émission dominicale du début d'après-midi C'est pas sérieux sur TF1 en compagnie de Jean Bertho, Anne-Marie Carrière, Guy Piérauld, Jacques Mailhot, etc. Un différend l'oppose à Jean Bertho — il n'est pas d'accord avec ses prises de position publiques en faveur du candidat François Mitterrand avant l'élection présidentielle de 1981 — ce qui lui vaut d'être privé un temps de télévision peu après l'élection.
En 1983, il crée Le Bébête show avec Stéphane Collaro et Jean Roucas sur TF1. Il y participe jusqu'en juillet 1994. En 1985, il fait partie de l'équipe de l'émission Tournez manège !, émission produite par Jacques Antoine dans laquelle il interviewe des couples célèbres. Il présente aussi le jeu humoristique Plus menteur que moi tu gagnes, qui voit s'affronter deux équipes de personnalités.
Jean Amadou participe parallèlement à différentes émissions radiophoniques, notamment sur France Inter où il anime à partir de 1973 la tranche horaire du dimanche matin de L'Oreille en coin aux côtés de Maurice Horgues, Anne-Marie Carrière, Jacques Mailhot, Jean Bertho, etc.
Il est aussi commentateur pour France Inter et le quotidien L'Équipe du Tour de France, du Tournoi des Cinq Nations et de la Coupe d'Europe de football.
De 1987 à 1995, il co-anime les matinées d'Europe 1 avec Maryse Gildas (d'abord 8 h 40 / 11 h, puis 9 h / 11 h) avec au programme : son édito, la rediffusion du Bébète Show de la veille, les impostures de Jean-Yves Lafesse, un voyage à gagner, un invité quotidien et des chroniques.
De 1995 à juin 2003, il tient une chronique matinale, d'abord quotidienne puis hebdomadaire, de deux à quatre minutes, toujours sur Europe 1.
Également à partir de 1995, il présente sur la scène du théâtre des Deux Ânes un tour d'horizon politique satirique aux côtés notamment de ses complices Jacques Mailhot et Jean Bertho. Il participe également épisodiquement à La Revue de presse sur Paris Première.
De 2003 à 2010, il est « sociétaire » des Grosses têtes de Philippe Bouvard sur RTL, émission à laquelle il avait déjà participé épisodiquement, en tant qu'invité lorsque l'un de ses livres paraissait.
Amateur éclairé d'histoire contemporaine, il connaît tous les ministres et sous-secrétaires d'État de la IIIe et de la IVe République et est également un grand érudit de la guerre 1914-1918[réf. nécessaire]. Son humour, parfois grinçant, est teinté d'une grande culture ancrée à droite.

### Décès
Jean Amadou meurt le 23 octobre 2011, à Neuilly-sur-Seine et ses obsèques sont célébrées le 27 octobre au crématorium du Père-Lachaise à Paris.

## Vie privée
Marié en 1960 avec Jeannine Valette, il a une fille : Catherine,. Il eut pour dernière compagne Sylviane Codjia.

## Théâtre
- 1951 : Jedermann de Hugo von Hofmannsthal, mise en scène Charles Gantillon, Parvis de la cathédrale Saint-Jean Lyon
- 1954 : Les Mystères de Paris d'Albert Vidalie d'après Eugène Sue, mise en scène Georges Vitaly, théâtre La Bruyère
- 1955 : La Tragédie des Albigeois de Maurice Clavel et Jacques Panijel, mise en scène Raymond Hermantier, Festival de Nîmes
- 1955 : Un cas intéressant de Dino Buzzati, mise en scène Georges Vitaly, théâtre La Bruyère
- 1955 : Le Troisième Jour de Ladislas Fodor, mise en scène Victor Francen, théâtre des Ambassadeurs
- 1956 : La Nuit romaine d'Albert Vidalie, mise en scène Marcelle Tassencourt, théâtre Hébertot
- 1958 : Cinq hommes et un pain d'Hermann Rossmann, mise en scène Raymond Hermantier, théâtre Hébertot
- 1958 : Procès à Jésus de Diego Fabbri, mise en scène Marcelle Tassencourt, théâtre Hébertot
- 1959 : Dix ans ou dix minutes de Grisha Dabat, mise en scène Jean Le Poulain, théâtre Hébertot

## Filmographie

### Cinéma
- 1957 : Les Sorcières de Salem de Raymond Rouleau : Charlie Corey.
- 1964 : Comment épouser un premier ministre de Michel Boisrond : un ami de Philippe
- 1976 : L'Aile ou la Cuisse de Claude Zidi : le narrateur
- 1978 : Général... nous voilà ! de Jacques Besnard: Col. Royer
- 1979 : Les Givrés de Alain Jaspard : Le ministre
- 1993 : Les Visiteurs de Jean-Marie Poiré : le narrateur

### Dialoguiste
- 1976 : La situation est grave mais... pas désespérée ! de Jacques Besnard
- 1988 : La belle anglaise de Jacques Besnard

### Télévision
- 1960 : Elena de Philippe Ducrest
- 1971 : Aubrac-City : Becker
- 1973 : L'Éloignement : feuilleton en 30 épisodes de Jean-Pierre Desagnat : André Jacquemin, l’artisan peintre
- 1977 : Appelez-moi docteur ou le médecin invisible : téléfilm de Jacques Rouland

### Publicités
- 1970 : Renault 12 : le vendeur[10]

## Doublage

### Cinéma
- 1952 : Barbe-Noire, le pirate (sous le nom de Jean Auradon) de Raoul Walsh : Edward Maynard[11]
- 1952 : La Peur du scalp de Stuart Gilmore : le lieutenant Monroe
- 1956 : Plus dure sera la chute de Mark Robson : Toro Moreno
- 1959 : Le Courrier de l'or de Budd Boetticher : Rod Miller
- 1959 : Les Cavaliers de John Ford : le sergent-chef Kirby
- 1959 : Le Géant du Grand Nord de Gordon Douglas : Yellowstone Kelly
- 1960 : Tarzan le magnifique de Robert Day : Tarzan
- 1960 : Le Mort dans le filet de Fritz Böttger : Gary Webster
- 1960 : Les Combattants de la nuit de Tay Garnett : Johnny Corrigan (Edward Golden)
- 1962 : Un direct au cœur de Phil Karlson : Shakes
- 1963 : Ursus dans la terre de feu de Giorgio C.Simonelli : Ursus
- 1963 : Patrouilleur 109 de Leslie H. Martinson : John Maguire
- 1963 : Le Manoir maudit d'Antonio Boccacci : Raman / Erbart
- 1964 : Les Pirates du Mississippi de Jürgen Roland : Blackfoot
- 1964 : Hercule contre les tyrans de Babylone de Domenico Paolella : Hercule
- 1964 : Les Pirates de la Malaisie de Umberto Lenzi : Yanez
- 1965 : La Bataille des Ardennes (Battle of the Bulge) de Ken Annakin : Martin Hessler
- 1965 : Les Yeux bandés de Philip Dunne : le capitaine Davis
- 1965 : L'amour a plusieurs visages d'Alexander Singer : Pete Jordon (Peter en VF)
- 1966 : Alvarez Kelly d'Edward Dmytryk : le sergent Hatcher
- 1966 : Les Professionnels de Richard Brooks : Jake Sharp
- 1967 : Super coup de sept milliards de dollars de Bitto Albertini : Robert Colman
- 1971 : Klute de Alan J. Pakula : Klute
- 1991 : Lucky Luke de Terence Hill : Jolly Jumper
- 1991 : La Belle et la Bête de Gary Trousdale et Kirk Wise : le narrateur

### Télévision
- 1963-1964 : Les Voyages de Jaimie McPheeters : Matt Kissel (Mark Allen)
- 1965 : Monsieur Ed, le cheval qui parle : Monsieur Ed
- 1986-1998 : L'Avocat (Liebling Kreuzberg) : Robert Liebling (Manfred Krug)

## Publications
- Il était une mauvaise foi, Robert Laffont, 1978[12].
- Les Yeux au fond de la France, Robert Laffont, 1984
- Heureux les convaincus, Robert Laffont, 1986
- De quoi je me mêle, Robert Laffont, 1998
- Vous n'êtes pas obligés de me croire, Robert Laffont, 1999
- Je m'en souviendrai, de ce siècle, Robert Laffont, 2000
- Journal d'un bouffon, Robert Laffont, 2002
- Les Pensées, Le Cherche midi, 2003
- Et puis encore… que sais-je ?, Robert Laffont, 2004
- Les Français, mode d'emploi, Robert Laffont, 2008
- Je vous parle d'un temps…, Robert Laffont, 2010

## Distinctions

### Récompenses
- 2001 : prix Richelieu[13]
- 2006 : prix Alphonse-Allais L'Académie Alphonse Allais, association juridiquement autonome, qui décerne ce prix, est administrée par une Grande Chancellerie.

### Décorations
- 1996 :  Officier de l'ordre national du Mérite[14]
- 2007 : Officier de l'ordre des Arts et des Lettres[15]
- 2010 :  Chevalier de la Légion d'honneur[16]